# Eugen Kaiser
Eugen Kaiser, né le 28 octobre 1879 à Cleversulzbach (de) et mort le 3 avril 1945 dans le camp de concentration de Dachau, est un syndicaliste et homme politique allemand.

## Biographie
Né dans le Baden-Württemberg, il est scolarisé dans son village natal puis entreprend un apprentissage à l'horticulture et devient jardinier de profession. Il se syndique, et adhère en 1898 au Parti social-démocrate d'Allemagne, le SPD. Soldat dans un bataillon de fusiliers durant la Première Guerre mondiale, il est démobilisé en mars 1917,.
Élu conseiller municipal à Francfort-sur-le-Main en 1919, il est élu député de la province de Hesse-Nassau au Reichstag de la république de Weimar lors des élections législatives allemandes de 1920. En 1922 il devient landrat (de) (administrateur) de Hanau. À cette fonction, il s'avère populaire, et supervise « la construction d'écoles et de logements, et l'extension des lignes de gaz, d'eau et d'électricité » ainsi que la mise en oeuvre de politiques sociales telles que la journée de travail de huit heures et des pensions d'invalidité. Il démissionne de cette fonction en février 1933, avec l'arrivée au pouvoir des nazis.
Il est arrêté par la Gestapo le 26 août 1944, dans le cadre de l'« Aktion Gitter », l'arrestation préventive massive d'opposants présumés ou potentiels. Déporté au camp de concentration de Dachau le 16 septembre, il y meurt du typhus sept mois plus tard, la veille de la marche de la mort par laquelle les nazis cherchent à déplacer ou tuer les survivants du camp avant que les Alliés ne puissent les libérer,.
Des rues portent aujourd'hui son nom dans au moins six villes, et l'école Eugen Kaiser de Hanau est une école professionnelle formant entre autres des jardiniers. Il est par ailleurs l'un des anciens députés commémorés par le Mémorial en souvenir des 96 membres du Reichstag assassinés par les nazis, devant le palais du Reichstag.